# Vice Versa (película de 1988)
Vice Versa es una película de comedia estadounidense de 1988 protagonizada por Judge Reinhold y Fred Savage. Es la adaptación al cine de la cuarta novela del escritor F. Anstey, publicada en 1700 con el mismo nombre. Tres adaptaciones anteriores fueron estrenadas en el Reino Unido en 1916, 1937 y 1948. Forma parte de varias películas que tratan sobre el mismo tema: Like Father, Like Son, Big, Freaky Friday, 18 Again!, 17 otra vez, The Change-Up, y la italiana Da Grande.
Fue precedida en 1987 por la película Like Father, Like Son, que fue estrenada tres meses antes, con una trama similar. También en el mismo año se estrenó la comedia, Big, que superó el éxito de ambas películas.

## Argumento
Marshall Seymour (Judge Reinhold) es vicepresidente en una tienda de departamentos en Chicago. Cuando regresa de un viaje de Tailandia descubre que ha adquirido accidentalmente una calavera ornamental muy extraña. Las personas que deberían tener el cráneo son un par de contrabandistas, pero fue accidentalmente durante sus vuelos, por lo que arreglan una cita para intercambiar los objetos.
Marshall está divorciado y tiene durante una semana en su casa a su hijo, Charlie (Fred Savage), mientras que su madre, Robyn (Jane Kaczmarek), se encuentra de vacaciones. Las tensiones son altas entre ambos desde que Charlie no pudo entender por qué su padre no puede participar más en su vida. Comienzan una discusión sobre lo duro que era el trabajo y la escuela de ellos, y cómo les gustaría estar en el cuerpo del otro. Charlie toma el cráneo e inesperadamente ambos expresan su deseo de intercambiar roles y sin pensarlo tocan el cráneo, Charlie crece en el cuerpo de su padre, y Marshall se encoge en el cuerpo de su hijo. Después del shock inicial, cada uno de ellos se dan cuenta de que tienen que vivir sus vidas como puedan mientras esta locura dure, Marshall va a la escuela de su hijo y se encuentra con que tiene que hacer exámenes, soportar a los matones e ir a la práctica de hockey, mientras que Charlie va al trabajo y retoma su papel como vicepresidente con un punto de vista de un niño de 11 años.
Después de no poder recuperar el cráneo de manera formal, los contrabandistas se embarcan en una misión para robarlo, y terminan secuestrando a Charlie. Durante este tiempo, Charlie explica a los contrabandistas de que no es él mismo, y su padre no es él mismo, que habían cambiado de cuerpo, debido al cráneo. Turk, el contrabandista, considera seriamente lo que Charlie está diciendo, pero Lillian sólo se preocupa en conseguir el cráneo de nuevo para poder ser ricos. Con el tiempo los contrabandistas consiguen el cráneo, y liberan a Charlie. Sin embargo Marshall y Charlie se apresuran para volver a adquirir el cráneo, para así poder cambiar de nuevo. Los contrabandistas, tocaron el cráneo y ambos cambian de cuerpo. Charlie roba el cráneo detrás de ellos, dejándolos en el cuerpo del otro como castigo.
Al final, Charlie y Marshall vuelven a ser ellos mismos y Marshall le promete a su hijo que él iba a formar parte de su vida más seguido.

## Elenco

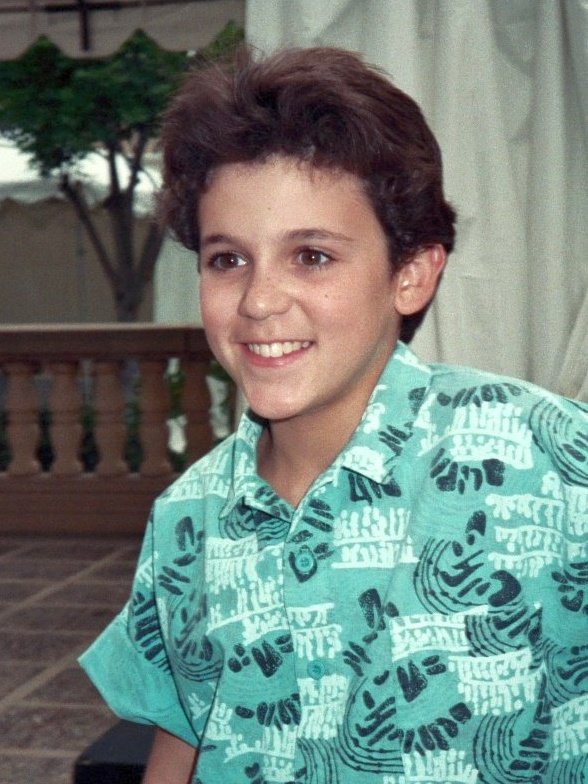
Fred Savage le da vida a Charlie Seymour.

- Judge Reinhold como Marshall Seymour/Charlie Seymour.
- Fred Savage como Charlie Seymour/Marshall Seymour.
- Corinne Bohrer como Sam.
- Swoosie Kurtz como Lillian Brookmeyer/Turk.
- David Proval como Turk/Lillian Brookmeyer.
- Jane Kaczmarek como Robyn Seymour.
- William Prince como Stratford Avery.
- Gloria Gifford como Marcie.
- Beverly Archer como Jane Luttrell.
- Harry Murphy como Larry.
- Kevin O'Rourke como Brad.
- Richard Kind como Floyd.
- Elya Baskin como el profesor Kerschner.
- James Hong como Kwo.
- Ajay Naidu como Dale Ferriera.
- Jane Lynch como Ms. Lindstrom

## Reacción crítica y taquilla
La película recibió críticas mixtas, tampoco fue un gran éxito en la taquilla. La película recibió una puntuación de 43% en Rotten Tomatoes. Recaudó un total de 13.664.060 dólares en los EE. UU. en su estreno. Fue superada por la película del mismo año, Big, teniendo como protagonista a Tom Hanks.
Sin embargo, las intrepetaciones de Judge Reinhold y Fred Savage fueron bien recibidas por la crítica, ya que ambos supieron muy bien como interpretar el papel del otro.